# Adela de Lovaina
Adela de Lovaina (Lovaina (Brabant), 1101/1105 - Affligem (Brabant Flamenc), 23 d'abril, 1151). Va ser una dels cinc fills del matrimoni del comte Godofreu I de Lovaina, duc de la Baixa Lotaringia, i de la seva primera esposa, Ida de Chiny.
Coneguda per la seva bellesa, als 17 anys es va casar, el 29 de gener de 1121, a l'abadia de Westminster, amb el rei Enric I d'Anglaterra, de 53 anys. L'únic propòsit del sobirà a contraure noves núpcies havia estat concebre el tan anhelat hereu; doncs, malgrat ser pare del voltant de 23 fills bastards, només havia tingut del seu primer matrimoni, amb la reina Matilde, un únic fill legítim baró, Guillem, que va morir ofegat a 1120. Lamentablement, en els 13 anys que va durar el matrimoni entre Adela i Enrique I, no hi va haver descendència. El rei va morir el primer de desembre de 1135, a la localitat francesa de St.Denis-le-Fermont, prop de Ruan.
En enviudar, Adela es va retirar com a monja a Wilton, prop de Salisbury. Però, sent encara una dona jove, el 1139 va abandonar la clausura i es va casar amb Guillem d'Aubigny -també conegut com d'Albini-, servidor del seu difunt marit. Com a part del seu dot de reina vídua, va rebre el grandiós castell d'Arundel, annex al títol de Lord. El seu espòs, Guillermo, va ser posteriorment nomenat primer comte d'Arundel pel rei Esteve d'Anglaterra, en recompensa a la seva lleialtat. D'aquest nou matrimoni van néixer 7 fills, entre ells, el gran i successor del seu pare, Guillem, segon comte d'Arundel, el fill del qual Guillem, tercer comte d'Arundel, va ser un dels 25 signataris de la Carta Magna el 1215. A més, entre els seus descendents es trobaran dues reines més d'Anglaterra que tindran un tràgic final: Anna Bolena i Caterina Howard.
En els seus últims anys, Adela es va retirar a l'abadia d'Affligem, al comtat de Brabant (Bèlgica), on va morir el 23 d'abril de 1151.